# San Cristoforo
San Cristoforo, (San Cristòfi o San Cristòfa en piemontès) és un municipi situat al territori de la província d'Alessandria, a la regió del Piemont (Itàlia).
Limita amb els municipis de Capriata d'Orba, Castelletto d'Orba, Francavilla Bisio, Gavi, Montaldeo i Parodi Ligure.
Pertany al municipi la frazione de Camarella.

## Galeria fotogràfica

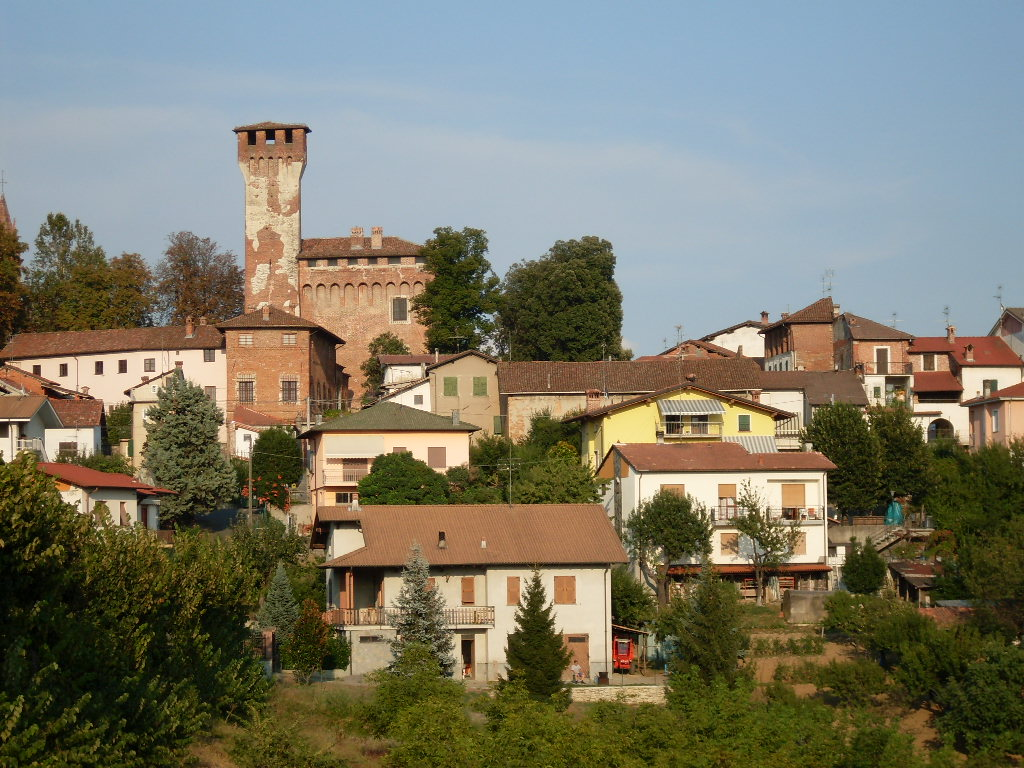
Vista del poble
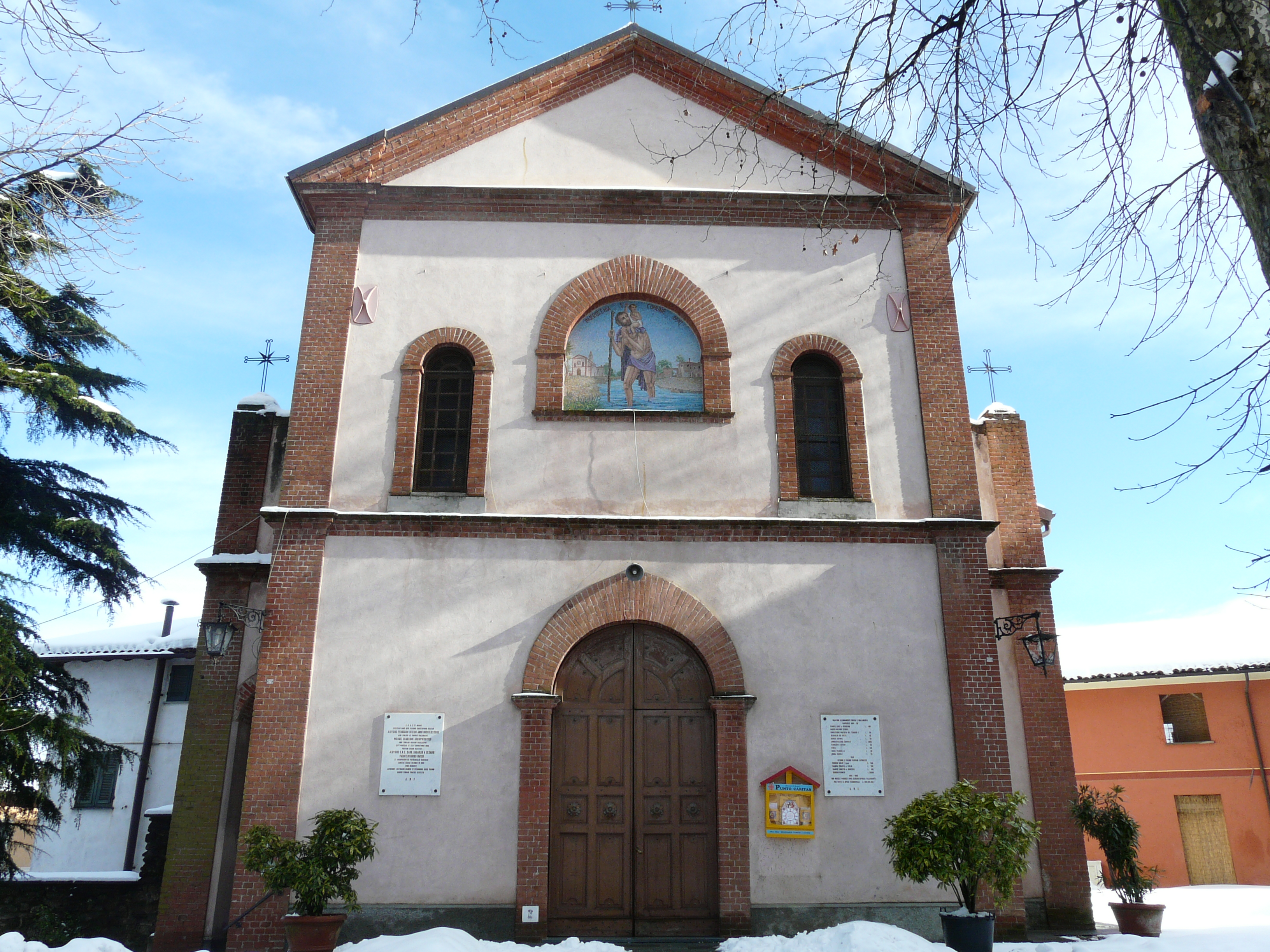
Església de S. Cristòfol
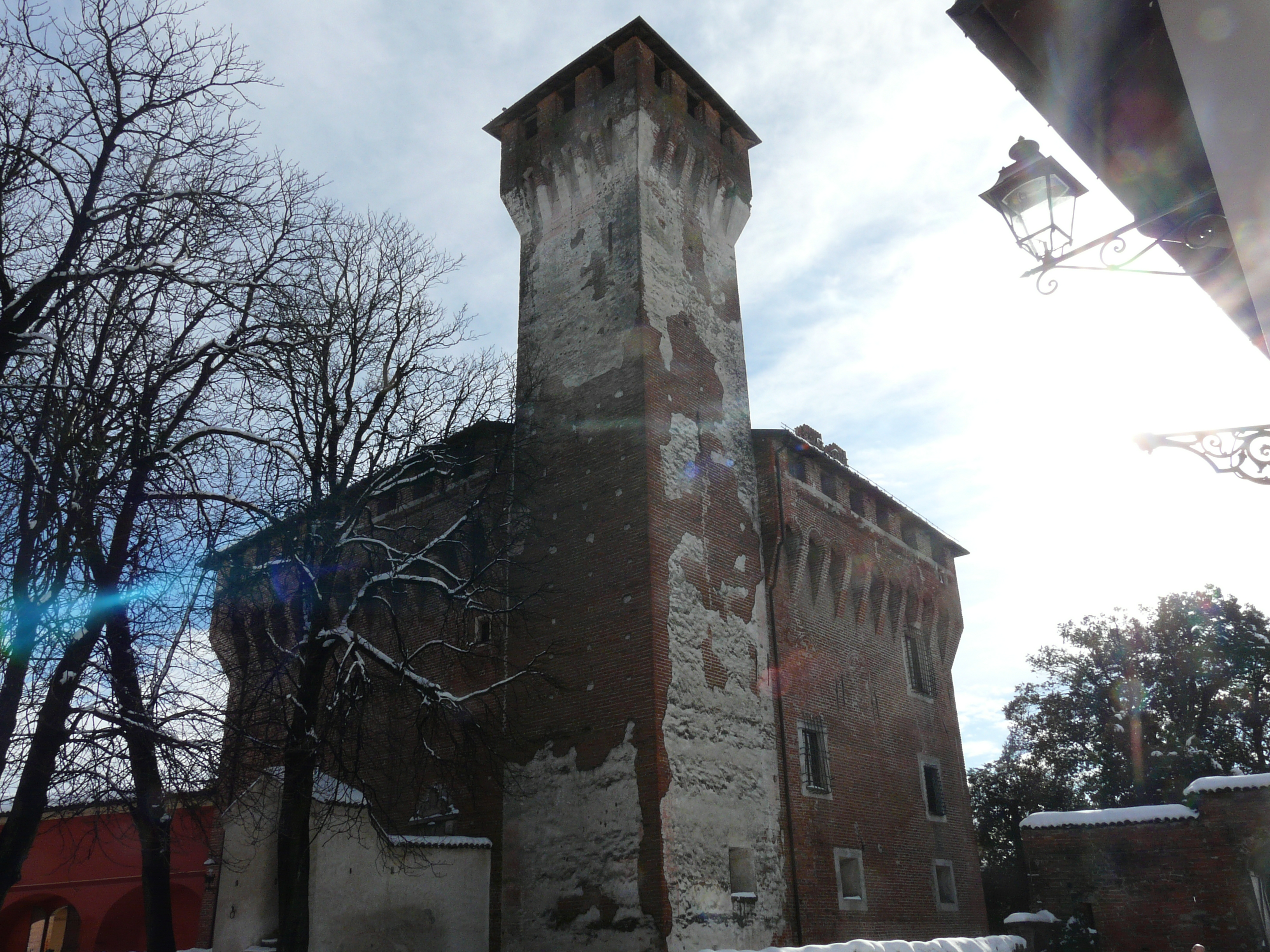
Castell